# Esteban de Mari

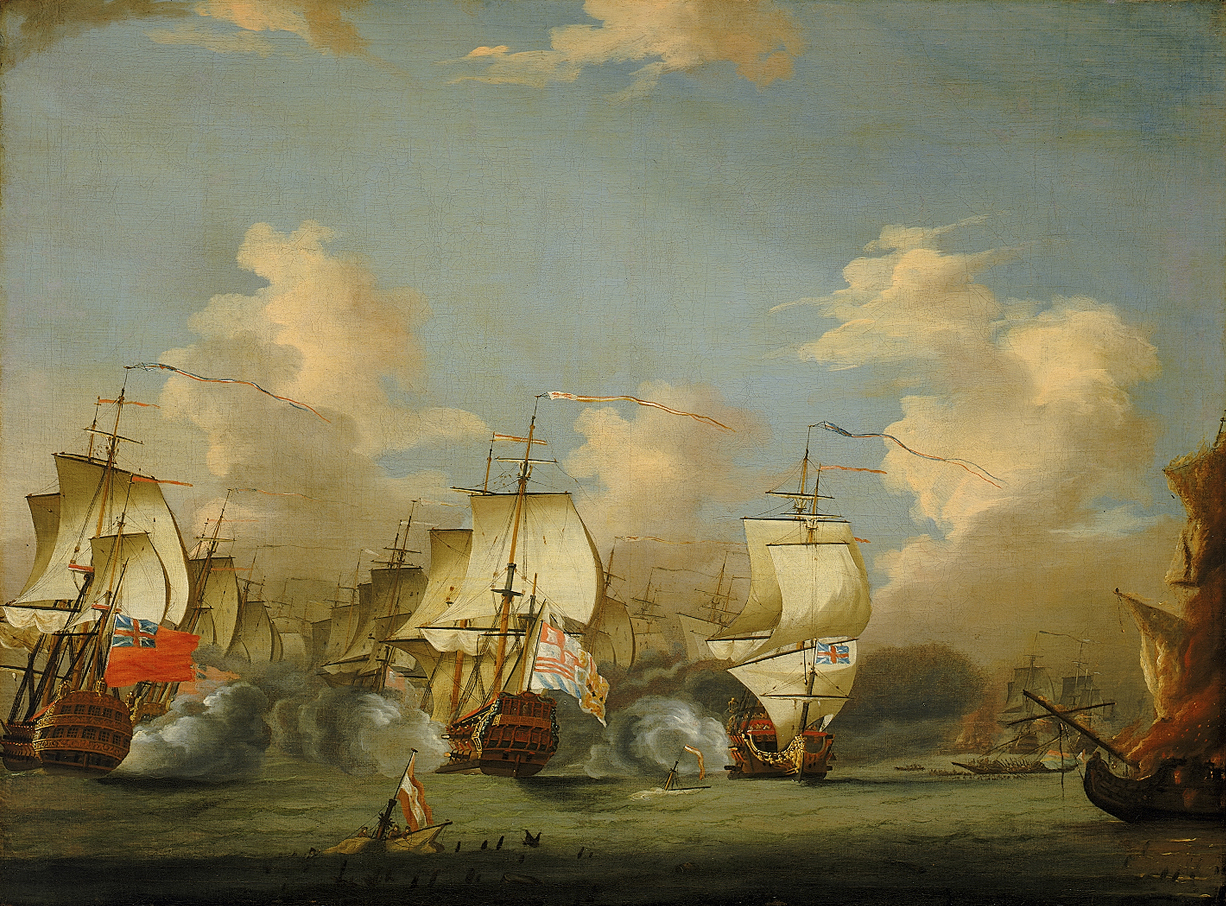
La Batalla del Cabo Passaro resultó en la destrucción total de la flota española de Felipe V

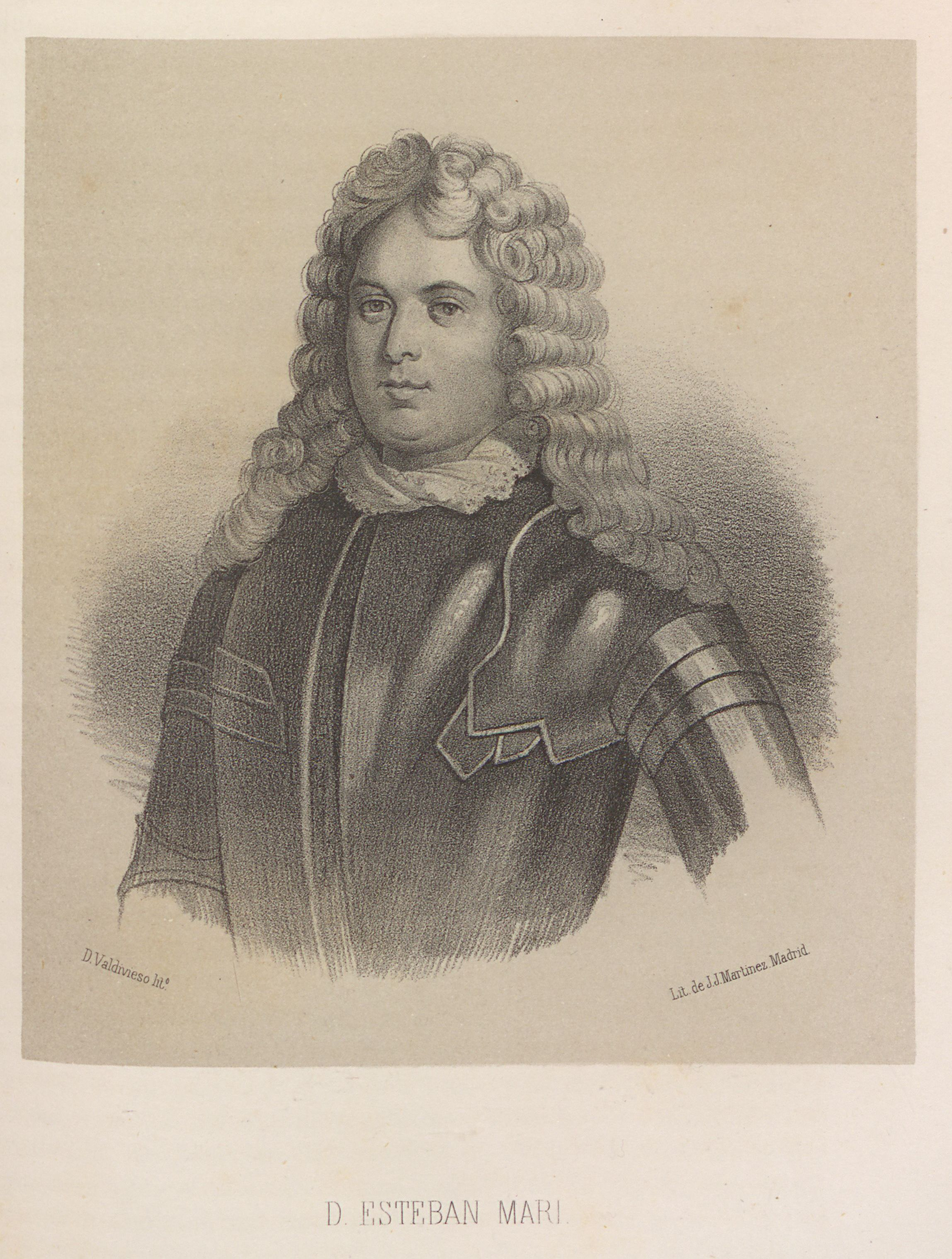
Retrato póstumo de Esteban de Mari (1854) por José Ferrer de Couto

Esteban de Mari o Stefano de' Mari (19 de julio de 1683, República de Génova - 23 de marzo de 1741, Cádiz, Reino de España), "marqués de Mari" o "de Mary", fue un aristócrata, armador, marino y diplomático al servicio del rey Felipe V de España originario de la Serenísima República de Génova. La integración de su flota familiar a la Real Armada durante la guerra de sucesión española fue determinante en la conformación de la primera armada estatal española, siendo también uno de los principales protagonistas de la alianza marítima y financiera hispano-genovesa del siglo XVIII.
Entre sus cargos destacaron los director general y teniente general de la Real Armada, consejero del Almirantazgo, embajador del Reino de España a la Serenísima República de Venecia, comandante de la Real Compañía de Guardias Marinas, entre otros. Fue caballero de la Orden del Toisón de Oro, siendo además documentado bajo el título honorífico de marqués del Sacro Imperio, propio del patriciado genovés.

## Origen en la República de Génova
Stefano de' Mari (castellanizado luego como Esteban de Mari), nació el 19 de julio de 1683 en el seno de una de las familias más encumbradas del patriciado genovés, perteneciente a la antigua nobleza feudal y destacada en la armadura de naves desde la Edad Media, al servicio tanto de la República de Génova como de diferentes monarquías a lo largo de la historia. Fue hijo segundogénito del magnífico Francesco de' Mari, señor de Rivanazzano, "protettore" del Banco de San Giorgio y embajador de la Serenísima República de Génova en la corte del rey Carlos II de España, y de su primera esposa Livia Maria Centurione, hija de Ippolito Centurione, almirante de la flota del rey Luis XIV de Francia. Su abuelo paterno homónimo, Stefano de' Mari, sirvió como 117.º dux de la Serenísima República de Génova y rey de Córcega entre 1663 y 1665, tras haberse distinguido en la administración del Banco de San Giorgio (hasta 1649) así como embajador de Génova ante el rey Felipe IV de España (hasta 1652). El cargo bianual de dux de Génova fue también ostentado por sus tíos Girolamo de' Mari (135.º dux entre 1699 y 1701) y Domenico Maria de' Mari (139.º dux entre 1707 y 1709), ambos hermanos de su padre, además de Lorenzo de' Mari (157.º dux entre 1744 y 1746), su sobrino.

## Al servicio de la Real Armada Española
En su juventud, prestó servicio en las galeras genovesas alquiladas a Carlos II durante la embajada de su padre.  Al estallar la guerra de sucesión española rindió pleito-homenaje al rey Felipe V, continuando en su servicio en las galeras españolas y más tarde incorporándose como "agregado de la Armada de España por asiento" con tres buques de su propiedad (el mayor de 70 cañones) en el Sitio de Barcelona En agosto de 1714 ingresó oficialmente a la Real Armada Española con cargo de jefe de escuadra, tomando parte de la flota del almirante Andrés de Pez que debía transportar a la princesa Isabel de Farnesio a España para su matrimonio con el rey Felipe V, pero finalmente el viaje se realizó por tierra.
En 1715 recibió el cargo de general de mar, sirviendo a las órdenes de Pedro Gutiérrez de los Ríos, IV conde de Fernán-Núñez, en la Toma de Mallorca al mando del navío Real Mari, adquirido en Génova dos años antes.
En 1716 acudió junto a Baltasar Vélez de Guevara en auxilio del almirante veneciano Andrea Pisani a la defensa de Corfú, asediada por los otomanos durante la guerra de Morea.
En 1717 participó en la Toma de Cerdeña y en 1718 en la Toma de Sicilia, a cuyo regreso a Cádiz la flota española al mando del almirante Antonio de Gaztañeta fue sorprendida por la armada inglesa al mando del almirante George Byng, resultando en la desastrosa Batalla del Cabo Passaro, en la que fue capturada o destruida la casi totalidad de la Real Armada Española. En la batalla, el general de Mari intentó infructuosamente varar e incendiar su navío El Real, de 60 cañones, para evitar su captura, lo que no consiguió, resultando en la captura del navío.
A pesar de la derrota, el 16 de marzo de 1719 el rey Felipe V le concedió la investidura de caballero de la Insigne Orden del Toisón de Oro, recibida en la ciudad de Génova, siendo ascendido en 1721 al cargo de teniente general de la armada, comandante de la Compañía de Guardias Marinas, y finalmente en 1729, director general de la armada con sede en el puerto de Cádiz.
En 1729 comandó la Flota de Indias con destino a Veracruz, revisada a su partida por el propio rey, permaneciendo unos meses en la Nueva España hasta su exitoso retorno a Cádiz en agosto de 1730. A la muerte del duque Antonio de Parma en 1731, recibió el nombramiento de capitán general de la escuadra de veinticinco navíos que transportó a los siete mil soldados de infantería que aseguraron el dominio del infante Carlos (futuro rey Carlos III de España) en los ducados de Parma y Toscana, por sucesión de su madre la reina Isabel de Farnesio.
A su regreso a Cádiz, reasumió la comandancia de la Compañía de Guardias Marinas, añadiendo la del Departamento de Cádiz (1732). En 1737 fue llamado por el rey para servir como uno de los cuatro miembros del Consejo del Almirantazgo en apoyo del almirante general de la Real Armada, el infante Felipe, conde de Chinchón (más tarde duque de Parma), junto a Francisco Javier Cornejo, Rodrigo de Torres, marqués de Matallana, y Zenón de Somodevilla, marqués de la Ensenada.

## Diplomacia
En 1741 fue nombrado embajador de España ante la Serenísima República de Venecia.

## Muerte
Los datos acerca de su muerte son contradictorios, encontrándose referencias a su muerte en Cádiz el 23 de marzo de 1741, en Venecia en 1749. y finalmente en 1751 según algunas fuentes genovesas